# Un feu d'artifice improvisé
Pour plus de détails, voir Fiche technique et Distribution.
Un feu d'artifice improvisé est un film de Georges Méliès sorti en 1905 au début du cinéma muet.

## Synopsis
Un homme se dispute avec une femme près d’un magasin d’artifices. Un vieil homme ivre essaie alors d’approcher de manière peu cavalière la femme mais se fait repousser. Désespéré, il s’allonge sur le sol. Six hommes arrivent ensuite autour de lui et commencent à exécuter une danse. Ils lui volent ses affaires alors qu'il est endormi, puis s'introduisent dans le magasin afin de le cambrioler. Ils disposent des feux près de l’homme endormi et se cachent. Un feu d’artifice se met alors en place, notamment grâce aux feux installés sur un lampadaire. Le vieil homme, apeuré, bouge dans tous les sens. La scène se finit sur les six compères qui dansent.

## Fiche technique
- Titre : Un feu d'artifice improvisé ou Un feu d'artifice inattendu
- Réalisation : Georges Méliès
- Durée : 4 minutes
- Date de sortie : France : 1905